# Conséquences économiques de l'intelligence artificielle
Pour un article plus général, voir Intelligence artificielle.

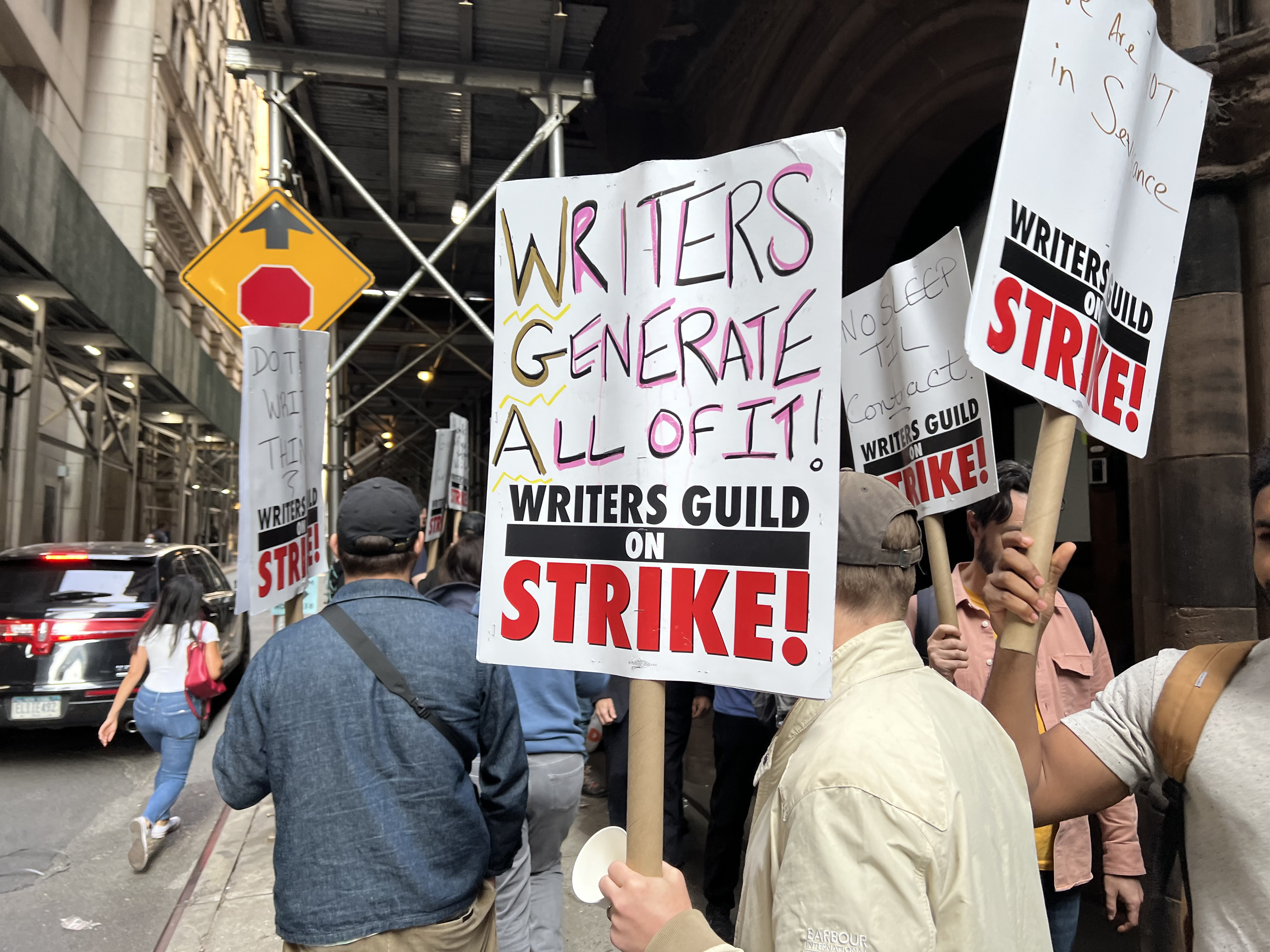
La grève de la Writers Guild of America de 2023, en réponse au remplacement des scénaristes d'Hollywood par l'intelligence artificielle, pourrait bien signifier de futures restructurations importantes du travail et de l'économie face à l'IA.

Les conséquences économiques de l'intelligence artificielle sont multiples, portant notamment sur la croissance économique et l'emploi. Elles prennent une place croissante dans l'économie dû au développement accéléré de l'intelligence artificielle.
Encore à leurs balbutiements, les prévisions des effets futurs de l'intelligence artificielle sur l'économie ne trouvent pas de consensus.

## Croissance

### Croissance économique
En 2023, les économistes Joseph Briggs et Devesh Kodnani prédisent que le produit intérieur brut mondial augmentera de 7 % grâce à l'intelligence artificielle,.
Le Fonds monétaire international (FMI) prédit en janvier 2024 que l'intelligence artificielle engendrera sur dix ans une hausse de la production de 10 à 16 %.

### Productivité
En 2023, Joseph Briggs et Devesh Kodnani affirment que l'intelligence artificielle permettra une élévation significative de la productivité du travail, ainsi, ils estiment que la productivité américaine augmentera annuellement de 1,5 % en moyenne entre 2023 et 2033,.
En janvier 2024, la directrice générale du Fonds monétaire international, Kristalina Georgieva, prétend également que l'intelligence artificielle amènera à une nouvelle révolution technologique qui accélèrera la hausse de la productivité et la croissance économique mondiales. Elle précise par ailleurs qu'une moitié des emplois impactés par l'intelligence artificielle bénéficieront de l'intelligence artificielle par une hausse de la productivité du travail. Le FMI chiffre de 2 à 4 % la hausse de la productivité globale des facteurs sur dix ans.

## Emploi

### Travailleurs impactés
Le FMI estime que 40 % des emplois seront impactés par l'intelligence artificielle en moyenne mondiale, et plus précisément 26 % dans les pays les moins avancés, à 40 % pour les pays en développement, et à 60 % dans les pays développés, ce qui s'explique par des niveaux de qualification divergentes entre différentes régions du monde,.

### Conditions salariales
Le FMI prévoit qu'une moitié des emplois impactés par l'intelligence artificielle seraient partiellement voire totalement remplacés par celle-ci, ce qui se traduirait par des baisses de salaires, et des hausses de chômage pour ces travailleurs-ci,. La directrice générale Kristalina Georgieva prône ainsi la mise en place de protections sociales et de programmes de reconversion pour les travailleurs remplacés par l'intelligence artificielle. Le FMI explique que l'intelligence artificielle pourrait augmenter les revenus de tous les travailleurs au sein des pays développés, mais seulement si l'intelligence artificielle s'avère disposer d'une bonne complémentarité avec le travail et engendre une hausse de la productivité significative.
L'économiste Daron Acemoğlu craint que contrairement au XXe siècle, nous ne cherchons plus à compléter et à faciliter les tâches des travailleurs, mais à les faire rivaliser, à les substituer à l’intelligence artificielle. Il estime que la machine ne permette plus de nos jours de débloquer de nouvelles tâches, qui finit par purement se substituer au travailleur aboutissant au chômage, alors même que ce travailleur est pour l'instant plus productif que l’intelligence artificielle,.

## Inégalités économiques

### Inégalités intranationales
D'après le FMI, dans les pays développés, l'impact de l'intelligence artificielle ne serait pas neutre en fonction du revenu ; les inégalités salariales baisseraient, et les inégalités de revenu lié au capital et les inégalités patrimoniales augmenteraient. Ainsi, sur dix ans, dans le scénario où la complémentarité entre l'intelligence artificielle et le travail serait élevée, le FMI prédit une baisse de revenu de 2 % pour les faibles revenus, et une hausse du revenu de 8 % pour les plus hauts revenus ; et dans le scénario où la complémentarité et la hausse de productivité sont élevées, les faibles revenus augmentent de 2 %, et les plus hauts revenus de près de 14 %. Dans tous les scénarios, le coefficient de Gini pour le salaire reste constant, et le coefficient de Gini patrimonial augmente de 7 %.
Au sein des pays émergents en revanche, le FMI prédit en revanche une hausse des inégalités patrimoniales, et une baisse des inégalités de revenu ; le degré de ces effets dépend de la complémentarité de l'intelligence artificielle avec le travail.

### Inégalités internationales
Kristalina Georgieva explique que les pays les moins avancés et les pays en développement ne sont pas dotés des institutions ou éléments nécessaires pour tirer parti de l'intelligence artificielle, ce qui induirait des réallocations du capital vers les pays développés, le FMI craint donc une hausse des inégalités économiques internationales dans le futur,.

### Ouvrages
- (en) Daron Acemoğlu et Simon Johnson, Power and Progress : Our Thousand-Year Struggle Over Technology and Prosperity, Basic Books, 2023, 560 p. (ISBN 978-1399804462).

### Chapitres d'ouvrage
- Abhijit Banerjee et Esther Duflo (trad. Christophe Jacquet), chap. 7 « Le piano mécanique », dans Économie utile pour des temps difficiles, Éditions du Seuil, 2020.

### Articles scientifiques
- (en) Daron Acemoğlu, « The Simple Macroeconomics of AI », Economic Policy, Massachusetts Institute of Technology,‎ 5 avril 2024 (lire en ligne  [PDF]).
- (en) Joseph Briggs et Devesh Kodnani, « The Potentially Large Effects of Artificial Intelligence on Economic Growth », Global Economics Analyst, Goldman Sachs,‎ 26 mars 2023 (lire en ligne ).
- (en) Mauro Cazzaniga, Florence Jaumotte, Longji Li, Giovanni Melina, Augustus Panton, Carlo Pizzinelli, Emma Rockall et Marina Tavares, « Gen-AI: Artificial Intelligence and the Future of Work »  [PDF], sur FMI, 14 janvier 2024.
- (en) Michael Chui, James Manyika et Mehdi Miremadi, « Four fundamentals of workplace automation » , sur McKinsey, 1er novembre 2015
- Kristalina Georgieva, « L’IA transformera l’économie mondiale. Faisons en sorte que l’humanité y soit gagnante », FMI,‎ 14 janvier 2024 (lire en ligne ).
- (en) Joel Mokyr, « Secular stagnation? Not in your life », VoxEU Column, Centre for Economic Policy Research,‎ 11 août 2014 (lire en ligne )

### Conférences
- (en) Daron Acemoğlu « Equality Debate: Power and Progress, with Daron Acemoglu » (8 novembre 2023)  (lire en ligne )
— World Inequality Lab,  (Visioconférence, 6 novembre 2023).